# Коровин, Сергей Константинович
Серге́й Константи́нович Коро́вин (24 мая 1945 — 7 декабря 2011) — российский учёный в области теории обратной связи и систем автоматизации, академик Российской академии наук с 2000 года, доктор технических наук, член экспертной комиссии РСОШ по информатике.

## Биография
В 1969 г.окончил Московский физико-технический институт.
- 1969—1975 гг. — в Институте проблем управления АН СССР,
- 1975 г. — защитил кандидатскую диссертацию «Алгоритмы оптимизации на скользящих режимах»,
- 1975—1996 гг. — в Институте системного анализа (ИСА, сначала — АН СССР, затем — РАН) — ведущий, затем главный научный сотрудник,
- 1984 г. — защитил диссертацию на степень доктора технических наук на тему «Системы управления с автоматически регулируемыми связями».
- с 1989 г. — работает в МГУ им. М. В. Ломоносова, с 1996 г. — профессор кафедры нелинейных динамических систем и процессов управления факультета вычислительной математики и кибернетики МГУ. Подготовил 15 кандидатов наук. Автор 250 научных работ, в том числе 50 авторских свидетельств.
- в 1990 году присвоено звание профессора.
- в 1994 году избран членом-корреспондентом Российской академии наук.
- в 2000 году избран академиком Российской академии наук.

Член редколлегии журнала РАН «Дифференциальные уравнения», член редколлегии ДАН, член ВАК Российской Федерации. Член бюро Отделения информационных технологий и вычислительных систем РАН, председатель секции по информатике Комиссии РАН по золотым медалям и премиям РАН для молодых учёных, член советов по математике и информатике Министерства образования.
Основное направление научной деятельности — теория управления сложными динамическими системами: разрывная самооптимизация; глобальная управляемость и стабилизируемость нелинейных систем; робастная устойчивость; дискретные системы переменной структуры; динамические системы с автоматически регулируемыми связями; новые типы обратной связи; стабилизация дискретных сингулярно возмущённых систем; геометрические методы исследования систем управления и оптимизации; скользящие режимы высших порядков, наблюдения при неопределённости, стабилизация билинейных систем, робастное обращение динамических систем.

## Награды и звания
Лауреат Государственной премии РФ (1994) за цикл работ «Теория и методы синтеза новых типов обратных связей для управления неопределенными динамическими объектами», премии Совета Министров СССР (1981), премии Правительства РФ (2009), премии РАН им. академика А. А. Андронова (2000), Ломоносовской премии МГУ по науке I степени (2002). 
Лауреат премии МАИК «Наука/Интерпериодика» за лучшую научную публикацию 2005 года, Лауреат конкурсов 2007 и 2008 гг. на лучшую научную книгу по номинации «Технические науки»
Медаль"В память 850-летия Москвы".